# Tindaria bengalensis
Tindaria bengalensis is een tweekleppigensoort uit de familie van de Tindariidae. De wetenschappelijke naam van de soort is voor het eerst geldig gepubliceerd in 1970 door Knudsen.